# Podatkowa księga przychodów i rozchodów
Podatkowa księga przychodów i rozchodów – urządzenie księgowe służące do bieżącej ewidencji zaszłości (operacji gospodarczych) w uproszczonej formie, tzn. w systemie księgowości pojedynczej.

## Zasady działania
Księgę zakłada sam podatnik, według wzoru określonego w załączniku do rozporządzenia ministra finansów w sprawie prowadzenia rozchodów i przychodów (Dz.U. z 2003 r. nr 152, poz. 1475 z późniejszymi zmianami.). 
Prowadząc Księgę przychodów i rozchodów (KPiR) przedsiębiorca może wybrać metody rozliczania podatku dochodowego a zatem zasad dokonywania wpisu do KPiR. Rozróżnić można dwie metody: kasową (uproszczoną) i memoriałową.
W metodzie kasowej przychody ujmowane są w KPiR według daty sprzedaży. Koszty księgowane są w KPiR w dacie ich poniesienia, niezależnie czy dotyczą bieżącego roku czy przyszłego. Metoda ta nie wymaga dzielenia kosztów na pośrednie i bezpośrednie oraz przyporządkowywania do konkretnych przychodów.
Wyjątek stanowią m.in. koszty związane z:
- wypłaconymi wynagrodzeniami,
- zapłaconymi składkami ZUS,
- zasiłkami pieniężnymi z ubezpieczenia społecznego wypłacanymi przez pracodawcę,
- zaliczkami na podatek dochodowy.

Wyżej wymienione koszty księguje się zgodnie z faktyczną datą poniesienia. 
W metodzie memoriałowej przychody ujmowane są w KPiR według daty sprzedaży. Koszty księgowane są w KPiR w okresie, które dotyczą. Koszty te mogą przekraczać okres roku podatkowego (np. polisa ubezpieczeniowa), dlatego też należy je proporcjonalnie przyporządkować do każdego okresu podatkowego. W metodzie memoriałowej koszty musimy dzielić na:
- koszty bezpośrednie – to takie, które są związane w sposób bezpośredni z osiągniętymi przychodami np. koszty zakupu towarów, materiałów;
- koszty pośrednie – to takie, które trudno w jednoznaczny sposób przyporządkować do osiągniętego przychodu, są pośrednio związane z osiągniętym przychodem np. koszty ubezpieczenia, najmu lokalu, reklamy.

Wyjątkiem od metody memoriałowej są m.in. koszty związane z:
- wypłaceniem wynagrodzenia pracownikom po terminie wynikającym z przepisów prawa pracy, umowy lub innego stosunku prawnego łączące strony,
- zapłacone składki ZUS,
- zasiłkami pieniężnymi z ubezpieczenia społecznego wypłacanymi przez pracodawcę.

Wyżej wymienione koszty ujmuje się w KPiR zgodnie z faktyczną data poniesienia.
Wybór metody ewidencjonowania kosztów uzyskania przychodów w KPiR pozostaje w gestii podatnika, ale zasady obowiązujące w ramach wybranej metody należy stosować konsekwentnie przez cały rok podatkowy. W trakcie roku podatkowego nie można zmieniać metody ewidencji kosztów. Przyjmuje się natomiast, że zmiany metody ewidencji kosztów - z memoriałowej na uproszczoną lub odwrotnie - można dokonać z początkiem nowego roku podatkowego.
Podatnik nie musi informować organu podatkowego o tym, według jakiej metody prowadzi podatkową księgę. Tym samym nie jest zobligowany do powiadomienia organu podatkowego, gdy zmieni metodę jej prowadzenia.

## Księga przychodów i rozchodów w formie elektronicznej
Przedsiębiorcy mają do wyboru możliwość prowadzenia KPiR w formie elektronicznej. Niesie ona ze sobą wiele korzyści ze względu na to, że przedsiębiorcy mają możliwość znacznej redukcji kosztów. To coraz popularniejsza forma prowadzenia KPiR.
Prowadząc KPiR elektronicznie, należy:
- posiadać pisemną instrukcję obsługi programu;
- zapewnić bezzwłoczny wgląd w treść dokonywanych zapisów oraz wydrukowanie wszystkich danych w porządku chronologicznym, zgodnie ze wzorem księgi;
- zapisywać dane na magnetycznych nośnikach informacji, do czasu wydruku w sposób, który będzie chronić przed zatarciem lub zniekształceniem tych danych albo naruszeniem ustalonych zasad ich przetwarzania.